# Грушівка (Правдинський район)
Грушівка (рос. Грушевка) — селище Правдинського району, Калінінградської області Росії. Входить до складу Домновського сільського поселення.
Населення —  1 особа (2015 рік). 

## Населення
| 2002 | 2010 |
| ---- | ---- |
| 1    | →1   |